# لوك كان
لوك كان (بالإنجليزية: Luke Cann) هو رامي الرمح ‏ أسترالي، ولد في 17 يوليو 1994 في Frankston, Victoria ‏ في أستراليا.

## وصلات خارجية
- لوك كان على موقع الاتحاد الدولي لألعاب القوى (الإنجليزية)
- لوك كان على موقع النتائج التاريخية لألعاب القوى الأسترالية (الإنجليزية)
- لوك كان على موقع اتحاد ألعاب الكومنولث (مؤرشف) (الإنجليزية)